# Palacio de Congresos y Exposiciones de la Costa del Sol
El Palacio de Congresos y Exposiciones de la Costa del Sol es un centro de convenciones y ferias situado en Torremolinos (Málaga, España).
Está comunicado por carretera con otros puntos de la Costa del Sol a través la Autovía del Mediterráneo y de la N-340; y de la zona oeste de Málaga y del aeropuerto por la MA-20, así como por la red de cercanías Málaga y se sitúa a unos 3 km del aeropuerto de Málaga-Costa del Sol. Fue inaugurado en 1968 y desde entonces se vienen desarrollando diversos congresos, ferias y eventos anuales.
El edificio, de estilo organicista, es una obra de los arquitectos Rafael de La-Hoz Arderius y Gerardo Olivares James y cuenta con tres auditorios, varias salas de exposiciones y juntas, un hall de 6.000 m² y 1,8 ha de jardines.
El Palacio de Congresos y Exposiciones de Torremolinos es miembro de la Organización Mundial del Turismo (OMT), siendo una de las pocas instituciones feriales españolas que forman parte de esta institución.